# Kirk Palmer
Kirk Palmer (n. 12 octombrie 1986, Central Coast⁠(d), Noul Wales de Sud, Australia) este un înotător ce a reprezentat Australia, medaliat olimpic. A participat la o ediție a Jocurilor Olimpice (2008) în care a câștigat două medalii de bronz.